# Ivan XVII.
Ivan XVII., rođen kao Giovanni Sicco, papa od lipanj 1003. do prosinac 1003. godine.